# Luboš Marek (politik)
Luboš Marek (* 8. června 1967) je český komunální politik, starosta obce Kořenov ležící na severu České republiky, v Jizerských horách.

## Život
Původně pracoval jako mistr. Do kořenovského zastupitelstva prvně kandidoval ve volbách v roce 1998, a to jako lídr jednoho ze dvou místních sdružení nezávislých kandidátů. Uspěl a hned se stal starostou. Ve volbách o čtyři roky později (2002) změnil uskupení a kandidoval z prvního místa za sdružení nezávislých kandidátů „Občané obce Kořenova“. Znovu přesvědčil voliče a stal se zastupitelem. Obdobně si vedl i v roce 2006, kdy kandidoval za uskupení „Sdružení nezávislých kandidátů I“, v roce 2010 coby reprezentant „Sdružení pro Kořenov“, pod stejným názvem i o čtyři roky později (2014), dále v roce 2018 a roku 2022.
Z titulu své funkce se angažoval v pořízení nového vozidla pro místní hasičský sbor. Činný byl rovněž při realizaci nápadu na Maják Járy Cimrmana. Podporuje rovněž osazení historického kříže u rozhledny Štěpánky, který je sice symbolem Třetí říše, nicméně na svém místě by měl zůstat, neboť Marek spolu s historikem Janem Borisem Uhlířem soudí, že by po každém válečném konfliktu měli vítězové vůči poraženým projevovat toleranci a dobrou vůli.